# Der Psalter, In Newe Gesangs weise und künstliche Reimen gebracht
Der Psalter, In Newe Gesangs weise und künstliche Reimen gebracht trycktes i Frankfurt 1553 med Burkhard Waldis kompositioner. Ur koralen hämtades minst en melodi, Dancket dem Herrn und lasst euch lern, till 1695 års psalmbok (nr 94), vilken sedan kom att användas till många andra psalmer.

## Psalmer
- Melodin Dancket dem Herrn und lasst euch lern har i svenska psalmböcker använts till
  - Tå migh går sorg och nödh uppå (1695 nr 94) "melodins huvudtext" 1695
  - Een liknelse liuflig och klar  (1695 nr 202)
  - Frögder eder i thenna tijd (1695 nr 223)
  - Gudh hör min böön (1695 nr 62)
  - Var glad, min själ, och fatta mod (1695 nr 238, 1819 nr 230, 1986 nr 560)
  - Gudz stränga Budh och helga Lagh (1695 nr 325)
  - O Gud, ditt rike ingen ser (1819 nr 199, 1986 nr 366) "melodins huvudtext" 1819
  - O giv oss, Herre, av den tro (1986 nr 253)
  - Allt mänskosläktet av ett blod (1819 nr 274, 1937 nr 402, 1986 nr 588)
  - Ditt ljus, o Helge Ande, tänd (1921 nr 538)
  - En dyr klenod, en klar och ren (1921 nr 553, 1937 nr 172 och med annan melodi år 1986 nr 64)
  - Förgäves all vår omsorg är (1819 nr 306, 1986 nr 595)
  - I Guds församling Herren Gud (1819 nr 310)
  - Kom, frälsta hjord (1819 nr 327)
- Melodin Merk auf, mein Volk, zu dieser Stund har i svenska psalmböcker använts till bland annat
  - Pris vare Gud! Allena han (1986 nr 257)
  - Jag är det trädet i din gård (1986 nr 516)
  - Säll du som dig åt Gud betror (1937 nr 309)
- Melodin Herr Gott in deinem höchten Thron har i svenska psalmböcker använts till bland annat
  - Hjälp mig, min Gud, ack, fräls min själ (1937 nr 280, 1986 nr 529)
  - Vad har min själ till vinning kvar (1921 nr 517)
  - Oändlige, o du vars hand (1937 nr 539, tidigare användes nästa melodi, se nedan)
- Melodin Herr, neyg dein Ohren gnädiglich har i svenska psalmböcker använts till bland annat
  - Hur härlig, Gud, din sol uppgår (1937 nr 203)
  - Jag och mitt hus för dig, o Gud (1937 nr 481)
  - O Herre Gud af Himmelrik! / Vår tilflygt är du evinnerlig (1695 nr 79)
  - Oändlige, o du vars hand (1819 nr 7, senare användes föregående melodi, se ovan)
- Melodin Herr Gott, wann du dein Volck Zion har i svenska psalmböcker använts till bland annat
  - Hur fröjdas sig i templets famn (1937 nr 208, 1986 nr 405)
- Melodin Was hilffts die Heyden in der Welt har i svenska psalmböcker använts till bland annat
  - Om Kristus döljes nu för dig (1937 nr 115, 1986 nr 471)
- Melodin Den rechten Got wir meynen har i svenska psalmböcker använts till bland annat
  - Kommer här och låter (1695 nr 83)
- Melodin Wann unser Oberkeyt in not har i svenska psalmböcker använts till bland annat
  - Säll är den man, som icke går (1695 nr 22)
  - Två väldiga strider om människans själ (1986 nr 536)